# Colonia repülőtér
A Colonia repülőtér (spanyolul: Aeropuerto Internacional de Colonia "Laguna de los Patos")(IATA: CYR, ICAO: SUCA) Uruguay egyik nemzetközi repülőtere, amely Colonia megye központja, Colonia del Sacramentó közelében található. 
A repülőtér a Río de la Plata torkolatának partjától 6 km-re keletre, Coloniától 6 km-re található. A délkeleti megközelítés és indulás a víz felett történik.

## Futópályák
A repülőtér futópályái:
- 13/31 (1375 m, aszfalt)